# Kisudvar
Kisudvar (1899-ig Kis-Dovorán, szlovákul Malé Dvorany) Nyitrabajna településrésze, korábban önálló falu Szlovákiában, a Nyitrai kerület Nagytapolcsányi járásában.

## Fekvése
Nagytapolcsánytól 8 km-re nyugatra fekszik.

## Története
1156-ban említik először, királyi udvarnokok települése volt. A 13. században Lamperth Hermann birtoka. A 14.-18. században különböző nemeseké. 1715-ben malom és 9 adózó háztartás volt a faluban. 1787-ben 33 házában 233 lakos élt. 1828-ban 36 háza és 251 lakosa volt. Lakói mezőgazdasággal, állattartással foglalkoztak. A 19. században a birtokos Kuffler családnak szeszfőzdéje működött itt.
Vályi András szerint "Kis Dovorán. Tót falu Nyitra Vármegyében, birtokosai külömbféle Urak, lakosai katolikusok, fekszik Bajnához nem meszsze, réttyei ugyan első Osztálybéliek, gyümöltsös kertyei gazdagon termők, piatzozása Bajnán, malma helyben, földgye jó, fája tűzre, és épűletre, ’s legelője is elegendő, második Osztálybéli. " 
Fényes Elek geográfiai szótárában így ír: "Kis- és Nagy-Dovorán, Nyitra m. két egymás mellett lévő tót falu, Bajna mellett: az első 211 kath., 23 zsidó; a második 285 kath., 8 zsidó lak., s termékeny szántóföldekkel. F. u. Jezerniczky, Mérey, Juszth, sat. Ut. p. N. Tapolcsán."
A trianoni békeszerződésig Nyitra vármegye Nagytapolcsányi járásához tartozott. 1967-ben csatolták Nyitrabajnához.

## Népessége
1910-ben 178, túlnyomórészt szlovák lakosa volt.
2001-ben Nyitrabajna 1969 lakosából 1944 szlovák volt.

## Nevezetességei
17. századi reneszánsz kastélya, melyet a 19. században átépítettek.

## Híres emberek
- Itt született 1823-ban Mennyey József pedagógiai író.

## Külső hivatkozások
- Községinfó
- Kisudvar Szlovákia térképén
- E-obce.sk Archiválva 2008. szeptember 16-i dátummal a Wayback Machine-ben